# Gustavo Pesenti
Gustavo Pesenti, italijanski general, * 1878, † 1960.